# TWINKLE
TWINKLE（トゥインクル）は、コナミ（後のコナミデジタルエンタテインメント→コナミアミューズメント）が開発したアーケードゲーム用システム基板である。

## 概要
アーキテクチャはPlayStationベースで構成されており、うごけ! プリムーチョ、beatmania IIDXの初代基板（1st - 8th）として使用された。
長年TWINKLE基板はbeatmania IIDX専用の基板だと思われていたが、1997年12月に発売された3Dキーホルダー作成マシン「うごけ! プリムーチョ」でもTWINKLE基板が使用されており、TWINKLE基板としては最初のタイトルであることがわかった。
うごけ! プリムーチョ仕様のTWINKLEはメイン基板とサブ基板の2枚からなっており、IIDX仕様とは異なる構成になっている。
一見メイン基板はIIDX仕様の物と同じに見えるが、搭載されているROMチップやプリンター接続用の端子が実装されているなどの違いがみられる。
beatmania IIDX仕様のTwinkleは3枚の基板からなり、ROMチップとCDドライブを使用してゲームプログラムを制御し、同時にI/Oボードとしての役割を担うメイン基板、DVDプレーヤーと接続してムービーを制御するサブ基板、ハードディスク（IDE接続式3.5インチHDD）を使用して各種音源を制御するサウンド基板で構成されている。
ROMチップはセキュリティドングルの役割を担い、最初から差し込まれていなかったり違うバージョンのROMチップを使用していたりする場合にはセキュリティエラーによりゲームは読み込まれず起動しない。サブ基板と接続されたDVDプレーヤーはVictor製で、このプレーヤーから再生される映像を基板出力画像と合成することでゲーム画面中央のムービーとして表示させる仕組みである。
beatmania IIDX 3rd～8thにおいては、性能の限界などでしばしば悩まされることも多かった。これはコンシューマ版がPlayStation 2で開発・提供されたことに起因する。また長期稼働によるDVDプレイヤーの故障（分かりやすい例としてピックアップレンズの不調）によってVictorロゴが表示された状態になっていることも多かった。

## 使用タイトル
- うごけ! プリムーチョ(1997年12月)
- beatmania IIDX (1999年2月)
- beatmania IIDX substream (1999年7月)
- beatmania IIDX 2nd style (1999年9月)
- beatmania IIDX 3rd style (2000年2月)
- beatmania IIDX 4th style (2000年9月)
- beatmania IIDX 5th style (2001年3月)
- beatmania IIDX 6th style (2001年9月)
- beatmania IIDX 7th style (2002年3月)
- beatmania IIDX 8th style (2002年9月)